# Waitangi
Waitangi (/waɪˈtæŋi/ en inglés, /ˈwaitaŋi/ en maorí) es una pequeña villa y lugar histórico del norte de Nueva Zelanda (en la bahía de las Islas, región de Northland). Se encuentra a 1 km y medio de la ciudad de Paihia, de la que se considera parte. En la lengua maorí, Waitangi significa «aguas que lloran».
En Waitangi se firmaron la Declaración de independencia de Nueva Zelanda el 28 de octubre de 1835 y cinco años después el Tratado de Waitangi el 6 de febrero de 1840. 

## Historia y cultura

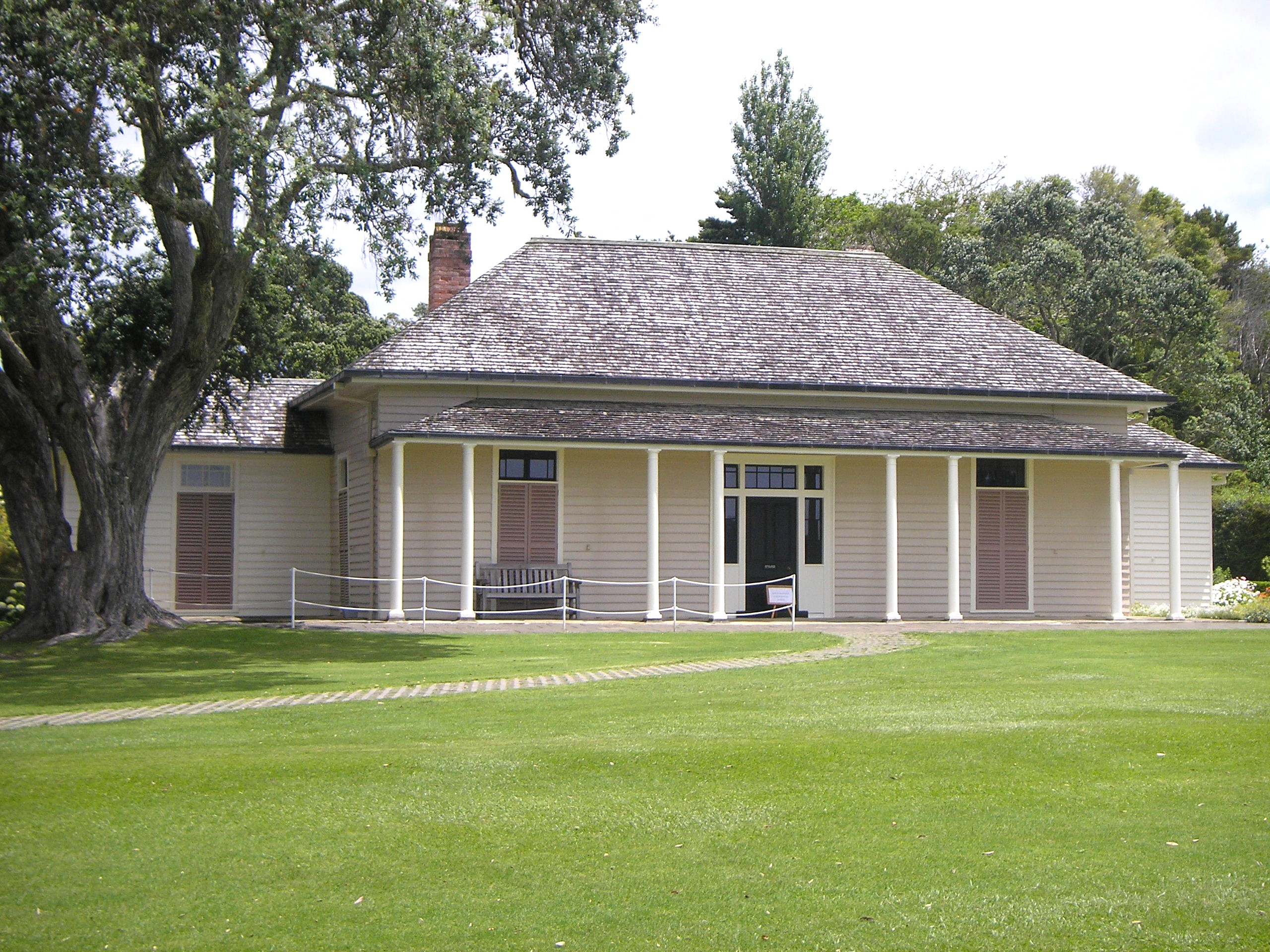
Treaty House, «casa del tratado»

### Firma del tratado
El 5 de febrero de 1840 se celebró una reunión pública en los terrenos frente a la residencia de James Busby. El teniente gobernador Hobson leyó un documento propuesto a los más o menos 300 europeos y maoríes que asistían y luego les dio a algunos rangatira (jefes maoríes) la oportunidad de hablar. Inicialmente, un gran número de rangatiras (incluidos Te Kemara, Rewa y Moka Te Kainga-mataa) hablaron en contra de aceptar la propuesta de la Corona británica de gobernar sobre toda Aotearoa. Sin embargo, en el proceso algunos rangatiras comenzaron a considerar la idea; entre los rangatira más notables para apoyar a la Corona estaban Te Wharerahi, Pumuka y los dos jefes de Hokianga, Tāmati Wāka Neney y su hermano Eruera Maihi Patuone.
La introducción del Tratado revocó la Declaración de Independencia, convirtiendo a Nueva Zelanda en una colonia británica. El tratado de Waitangi generalmente se considera el documento fundador de Nueva Zelanda como una nación. El Día de Waitangi es la fiesta nacional de Nueva Zelanda y conmemora la firma de éste.

### Casa del tratado
Se conoce actualmente como Treaty House a la residencia de James Busby, un residente colonial británico desde 1833, que actuó como el primer jurista de Nueva Zelanda. Para el centenario de la firma (1940) se decidió restaurar la casa y se construyó una whare rūnanga (casa de reunión maorí).

### Marae
La casa de reunión y marae Te Tii de Waitangi está afiliada a los hapū Ngāti Kawa y Ngāti Rāhiri, del iwi Ngā Puhi.